# メトロイド ドレッド
『メトロイド ドレッド』（英題：Metroid Dread）は、スペインのゲーム開発スタジオMercurySteamが開発し任天堂より2021年10月8日に発売されたNintendo Switch用アクションゲーム。

## 概要
欧米で2002年、日本で2003年に発売された『メトロイドフュージョン』以来およそ19年ぶりとなる2Dメトロイドシリーズの完全新作。2021年6月16日に任天堂が配信したウェブ番組「Nintendo Direct | E3 2021」の中で初公開された。紹介映像の中では『METROID 5』と銘打たれており、ゲームシステムは本作より前に開発元が手掛けた『メトロイド サムスリターンズ』の要素を引き継いでいる。
物語は『フュージョン』の後の出来事で、「惑星ZDR」へ向かった主人公サムス・アランが、銀河連邦が開発した惑星外多形態機動調査機、通称「E.M.M.I.（エミー / Extraplanetary Multiform Mobile Identifier）」に執拗に追跡される恐怖が描かれている。この追跡要素は、『フュージョン』でサムスに擬態した寄生生命体「X」、通称「SA-X」に追跡されるパートでの緊張感を大きく発展させたものとして取り入れられた。なお、プロデューサーである任天堂の坂本賀勇は2Dシリーズ作品の物語について、シリーズ自体は今後も継続するものの、生命体メトロイドとサムスの「敵対する両者の奇妙な運命や関係性」の物語に関しては今作でいったん一区切りと語っている。
本作のコンセプトは15年前からあり、米国のゲーム雑誌「Game Informer」の2005年6月号に本作のタイトルが掲載されるなど、当時からその存在が噂されていた。ただ、当時リリースを予定していた機種のニンテンドーDSではスペック的にコンセプトを正しく表現できないことがわかったため開発を始めかけた時点で中止し、その後スペックが上がったハードが発売されると今度は開発体制が整わないことが障害となった。こうした中、2Dシリーズ2作目『メトロイドII RETURN OF SAMUS』のリメイク作品である『メトロイド サムスリターンズ』をMercurySteamと共同開発し、その能力の高さなどを受けて本作の開発に至った。

## ストーリー
B.S.L.（BIOLOGIC宇宙生物研究所）での死闘（『メトロイドフュージョン』）から時が経ったある日、銀河連邦本部に差出人不明の1つの映像が送信されてきた。それは既に根絶されたはずの寄生擬態生物「X」が「惑星ZDR」に存在していることを示すものだった。この映像を検証した結果、フェイクではなく本物であることが判明し、それを受け、銀河連邦はZDRに調査ロボット「E.M.M.I.」7機を含む特殊部隊を派遣するが、すぐに全機の消息が途絶えてしまう。事態を重く見た銀河連邦は唯一Xに対して耐性があるサムスにZDRへの派遣を依頼。サムスはZDRに向かうのであった。

## キャラクター・用語
各詳細はメトロイドシリーズ#設定の項も参照。
サムス・アラン
声 - ニッキ・ガルシア
宇宙最強のバウンティハンター。銀河連邦がXの調査のために惑星ZDRに送り込んだE.M.M.I.が失踪したため、連邦からの依頼でXに唯一対抗できる存在としてZDRに向かったが、到着直後にレイヴンビークからの攻撃を受け、能力を失ってしまった状態でZDRの最深部に取り残されてしまう。アダムからのナビゲートを受けスターシップへの帰還を目指す。
本作にて、サムスに移植された鳥人族のDNAは1つではなく、幼少期にて惑星ゼーベスの過酷な環境に適応するために移植されたのはソウハ族のDNA、戦闘能力の高さはマオキン族のDNAによるもの、という詳細が明かされた。また前作『フュージョン』にてワクチンとして投与されたメトロイドのDNAが、本作において最大のキーアイテムとなっている。
アダム
前作『フュージョン』で銀河連邦から譲り受けたスターシップの知能（AI）コンピューター。名前はサムスが付けたもので、由来はこのAIの思考回路のモデルであり、彼女のかつての上司「アダム・マルコビッチ」から。元々はサムスがモノローグで勝手に呼んでいるだけだったが、『フュージョン』の出来事を通して定着した。今作においても惑星各地に存在するアクセスステーションからサムスに助言や指示をする。
E.M.M.I.（エミー）
正式名称は「惑星外多形態機動調査機（Extraplanetary Multiform Mobile Identifier）」。"Excellion Star Corporation"が開発した調査ロボットで、銀河連邦によって惑星ZDRに7機派遣されたが、その後消息を絶ち、サムスが惑星ZDRに着いたときにはレイヴンビークによってコントロールを奪われ、彼女を襲うようになっていた。通常はE.M.M.I.ゾーンの内部を徘徊し（パトロールモード）、検知範囲内で⾳を感知すると検知地点まで移動して状況を確認（サーチモード）、そこでターゲットを視認すると視界から見失うまでどこまでも追跡する（チェイスモード）。宇宙一硬質といわれる特殊素材でできたボディは何者の攻撃を寄せ付けず、捕まれば頭部に内蔵されたDNAを採取する針型の装置で喉元を貫かれ即死となる（捕まる瞬間と、コアが露出する瞬間の2度における一瞬の隙をメレーカウンターで突いて脱出することは可能だが、E.M.M.I.の個体ごとにタイミングはバラバラであり、メレーカウンターを成功させるのは非常に難しい。確率は1％以下とアダムが発言している）。そのため基本的にはセントラルユニットのエネルギーを手に入れない限り逃げるしかない。
セントラルユニットを破壊しオメガキャノンを入手することでE.M.M.I.を倒すことができるようになるが、E.M.M.I.はオメガキャノンのエネルギーを検知して常にチェイスモードとなり、全速力でサムスを追いかけてくるようになる。
E.M.M.I.-01P
アルタリアでサムスが最初に遭遇するE.M.M.I.。すでに一部破損しており、左腕がなくなっている影響で常に二足歩行を行うため移動速度が遅く、壁を登ることもできない。プロテクターはなく、すでにコアが剥き出しになっており、オメガキャノンの一撃で撃破可能。一度目の遭遇では道を塞ぐように登場するため確実に捕まってしまうが、メレーカウンターのチュートリアルによって時間が止まるため確実に攻撃を回避できる。しかし再度捕まった際は時間は停止しないためカウンターに失敗するとゲームオーバーになる。倒しても何も入手できない。
E.M.M.I.の個体ごとに割り振られたアルファベットは所持している能力や武器を表しているものだが、このE.M.M.I.は何も持っていないためPが何を意味するのかは不明。
なお、このE.M.M.I.を破損させたのはレイヴンビークであり、チョウゾアーカイブにて、レイヴンビークが左手に引き千切ったE.M.M.I.の左腕を持ち、自分が破壊したE.M.M.I.を見つめている一枚絵が登場する。
E.M.M.I.-02SM
アルタリアで遭遇する白いボディのE.M.M.I.。これ以降の機体は四足歩行を行い移動速度が上がっているうえ、壁や天井を縦横無尽に這い回り、サムスを徹底的に追いかけてくる。また頭部のコアがプロテクターに守られており、まずオメガストリームを当て続けてプロテクターを破壊し、コアを露出させる必要がある。特に特殊能力は使ってこないほか、他のE.M.M.I.よりも頭部のプロテクターが大きいため、狭い通路には頭部がつっかえて入ることができない。倒すと「スパイダーマグネット(Spider Magnet) 」を入手できる。
メディアなどでE.M.M.I.を紹介する際は、ほとんどがこの機体の、プロテクターが破壊された状態の物を紹介している。
E.M.M.I.-03MB
カタリスで遭遇する黄緑色のボディのE.M.M.I.。E.M.M.I.としてのスタンダードモデルであり、E.M.M.I.の性能はこの機体が基準となっている。これ以降の機体は体を折り畳むことで狭い場所にも入り込むことができ、専用のダクトを通ってくるようになる。このE.M.M.I.も特殊能力は使用しない。倒すと「モーフボール (Morph Ball) 」を入手できる。
E.M.M.I.-04SB
ダイロンで遭遇する黄色のボディのE.M.M.I.。直線での移動速度が大幅に上がり、サムスの移動速度よりも速く全E.M.M.I.中最速となっている（ただし細い道を通っている際は速度が落ちる）ほか、これ以降の機体はチェイスモード時の移動速度がさらに速くなる。倒すと「スピードブースター (Speed Booster) 」を入手できる。
E.M.M.I.-05IM
ガヴォランで遭遇する水色のボディのE.M.M.I.。センサーで感知した物体を凍結させる能力を持つ。
最初はクワイエットローブの手により機能停止した状態で背景にいるため戦うことはできない。後にクワイエットローブに寄生したXが再起動させ、戦うこととなる。チェイスモードには見つかってもならない。倒すと「アイスミサイル(Ice Missile) 」を入手できる。
E.M.M.I.-06WB
フェーレニアで遭遇する紫色のボディのE.M.M.I.。センサーが壁を貫通するようになっており、壁の向こうにいるサムスを見つけてチェイスモードに移行するほか、壁を貫通し、命中した敵を感電させる電磁砲を発射する。また従来のE.M.M.I.は同じエリア内でないと音を感知する事が出来ないが、E.M.M.I.-06WBはE.M.M.I.ゾーンのどこにいてもサムスが出す音を感知するようになっており、ほぼ常にサーチモードでサムスを追いかけてくる。
なお、初登場するのは05IMより前だが、このときはイベントでサムスが捕獲された直後にクワイエットローブの手により機能停止されるため、戦うことはない。その後クワイエットローブに寄生したXにより再起動され、改めて対峙することとなる。倒すと「ウェイブビーム(Wave Beam) 」を入手できる。
E.M.M.I.-07PB
ハヌビアで遭遇する赤色のボディのE.M.M.I.。「パワーボム(Power Bomb) 」を使用し、壁を吹き飛ばして登場しサムスを拘束するが、メトロイドの力に目覚めたサムスによって針を掴まれ、そのままエネルギーを吸収されて機能停止する。このE.M.M.I.は初遭遇した直後にイベントによって倒されるため、追いかけられることはない。イベント時では、ファントムクローク（後述）を使用していても、サムスを検知する描写がある。
鳥人族（チョウゾ）
鳥類の特徴を持ったヒト型のエイリアン種族。かつて銀河中で繁栄を誇ったが現在は衰退し、歴史の表舞台から姿を消している。かつてサムスにパワードスーツを授け、銀河の守り手たる後継者として育て上げた。姿を消した後も、彼らの残した遺産がシリーズを通してサムスの助けとなっていた。
今作ではゲーム作品シリーズ内で初めて生きている鳥人族が直接登場し、さらにソウハ族とマオキン族という2つの民族に大別されるなど、これまで描写されなかった鳥人族の新たな一面が明らかとなる。
クワイエットローブ
声 - スティーヴン・ヒューズ
鳥人族のソウハ族の科学者で、惑星SR388でメトロイドを作り出した者達の生き残り。マオキン族の反乱で一族は殲滅されたが、メトロイドを制御するため一人だけ生かされていた。またE.M.M.I.の制御も担当している。
フェーレニアでE.M.M.I.-06WBを機能停止させサムスの危機を救うと、SR388で起きた鳥人族の事情やレイヴンビークの計画について話す。サムスに希望を託すも、その直後ロボット鳥人兵士に殺害された。その後死体をXに擬態され、機能停止していたE.M.M.I.全機を再起動させる。その後は姿を見せなかったが、レイヴンビークを倒しスターシップに帰還し、覚醒したメトロイドの能力でスターシップを発進できずにいたサムスの前に現れると、擬態を解き自らサムスに吸収される。これによってメトロイドスーツが解除され、結果的にサムスのZDR脱出を手助けした。
彼のテーマ曲として、シリーズの複数の作品で使用されてきた『スーパー』のブリンスタ後半エリアのBGMが使用されている。
レイヴンビーク
声 - デイヴ・ロジャース・ルイス
鳥人族の武闘民族マオキン族の長にして、鳥人族による銀河支配を目論む本作の黒幕。
卓越した頭脳と身体能力を持ち、力こそ全てとする野心家。惑星ZDR到達時点のサムスを遥かに凌駕する戦闘能力を持つ。銀色のパワードスーツを身に纏い、右腕に大型のアームキャノンを装備している。レイヴン（ワタリガラス）の名の通り鎧の中の姿はカラスそのものであり、背中から黒い翼を生やして飛行することも出来る。サムスに移植されたマオキン族のDNAはレイヴンビークのものであり、そのためサムスを「我が娘」と呼ぶこともある。ただし娘としての情はなく、あくまで自分の野望実現を果たすための駒としか見ていない。
惑星SR388でソウハ族が暴走したメトロイドを惑星ごと消滅させようとした際、メトロイドを自身の野望に利用するためクワイエットローブを除くソウハ族を皆殺しにする。ZDRに帰還し計画の準備を進めるも、SR388から帰還した兵士の一人がXの擬態だったことで惑星ZDRにXが入り込み、兵士全員がXに擬態されてしまう。Xを封印することには成功するも計画の一時中断を余儀なくされ、その間に『メトロイドII（『サムスリターンズ』）』『スーパー』『アザーエム』『フュージョン』の出来事が発生、サムスによってSR388のメトロイドを全滅させられる。
その後は長い間息を潜めていたが、サムスの体内にメトロイドDNAがワクチンとして移植されたことを知ると、銀河連邦にXの映像を流してサムスをZDRに誘い出し、またサムスより前に派遣されたE.M.M.I.のコントロールを奪い、メトロイドDNAを奪おうとする。アルタリアでサムスと交戦した際、サムスがメトロイドの能力に目覚めかけていることを知るとあえて見逃し、能力を覚醒させるためE.M.M.I.やXを差し向ける。また途中で方針を変更しており、メトロイドDNAだけでなくメトロイドの能力を持つサムスのクローンを量産し、自分の手駒として利用しようとしている。
イトラシュにてアダムの振りをして自分に服従するようサムスに呼びかけるも、サムスはこれを拒否しレイヴンビークと対峙する。攻撃手段は本作や『サムスリターンズ』に登場したエイオンアビリティである、「ビームバースト」や「フラッシュシフト」に酷似したものが見られる。また「ライトニングアーマー」と思われるオーラを纏っており、サムスの攻撃が効かない。
撃破後もフラッシュシフトによる高速移動でサムスの首を掴み追い詰めるも、サムスのメトロイドDNAが覚醒したことでエネルギーを吸い尽くされイトラシュは崩壊する。墜落後、Xに侵食され巨大な怪物「レイヴンビークX」に変貌するも、メトロイドスーツの状態となったサムスのハイパービームにより消滅させられた。
X（エックス）
他の生物に取り付き殺害し、そのDNAをコピーして擬態する習性を持つ生物。前作『フュージョン』でSR388ごと爆破して絶滅させたはずだったが、惑星ZDRでXの姿を映したとされる映像が銀河連邦に送られたことが、本作の物語の始まりとなる。
本作開始以前、『メトロイドII（『サムスリターンズ』）』よりも前に、SR388からZDRに帰還した鳥人族の兵士の一人に擬態して襲撃、全ての兵士がXに成り替わる。レイヴンビークによって擬態した兵士ごとエルンに封印されたが、サムスがエルンに入ったと同時に各地に解き放たれる。これ以降ロボット系の敵を除く全ての敵はXが擬態したものに成り代わる。『フュージョン』同様、倒した後に出現したXに触れるとエネルギーや弾薬を回復することができる。またボスに擬態した個体を倒すと『フュージョン』にも登場したコアXになり、倒して吸収すると新たな能力を入手できる（イベントにより吸収ができず、能力の獲得ができない場合もある）。最終的にレイヴンビークが倒されZDRが爆発したことで、Xも宇宙から完全に消滅した。

## ボスキャラクター
セントラルユニット
E.M.M.I.ゾーンのどこかに配置されている、E.M.M.I.を制御する装置。マザーブレインに酷似した目玉の付いた脳みそが装甲で覆われている、という外見をしており、攻撃方法もマザーブレインと同様リング状のエネルギー弾「リンカ」と砲台から放つ細いレーザーである。通常は台座に収まっているが、戦闘時には空中に浮遊する。倒すと残骸からエネルギーを吸収し、オメガキャノンを使用可能となるが、代わりにE.M.M.I.は常にチェイスモードとなる。
アダムからE.M.M.I.の説明を受ける際、このセントラルユニットのことは全く語られず、セントラルユニットとの遭遇後もこれが何なのか分かっていない様子であり、元々の仕様ではなく、レイヴンビークがE.M.M.I.のコントロールを奪う際に用いられたと考えられる。
なお、E.M.M.I.-01Pを制御するセントラルユニットはすでに破壊されており戦う必要がなく、そのまま残骸からエネルギーを吸収しオメガキャノンを入手することとなる。
E.M.M.I.-07PBを制御するセントラルユニットは、E.M.M.I.-07PBがサムスによりエネルギーを吸収された際に同時にエネルギーを吸収されたらしく、そのまま一緒に機能停止する。
コルピウス
アルタリアに生息する大型のはさみのないサソリのような生物。発達した両腕で二足歩行を行う。下半身は無く、肋骨が露出した小さな胴体のみが存在し、背からサソリのような棘を備えた尻尾が生えている。エイオンアビリティキューブを尻尾に取り込んだ影響で体を透明化する能力を持ち、口から吐く酸や鋭い尾で攻撃してくる。倒すと「ファントムクローク」の能力を入手できる。
クレイド
『初代』や『スーパー』にも登場した巨大な怪獣。惑星ゼーベスに登場した物とは別個体でカタリスのマグマ地帯に首と腕を拘束されている。ゲーム作品では『ゼロミッション』以来10数年振りの登場であり、遭遇時にサムスは咄嗟に身構えたものの相手がクレイドだと知るや否や脱力して構えを解き、吠えかかるクレイドの口内に無造作にチャージビームを撃ち込んでいる。
ロボット鳥人兵士
鳥人族の高度な科学力によって作られた高い機動力と耐久力を併せ持つロボット兵器。電磁ブレードやアームキャノンを装備している。作中序盤のカタリスの背景で製造中の風景が描かれており、中盤レイヴンビークの命令でクワイエットローブを殺害するために送られ、クワイエットローブを殺害後更にサムスにも襲い掛かる。以降も登場する機会が複数あるほか、終盤では2体同時に出現する。鳥人兵士同様、通常の銀色のタイプと、より上位の金色の個体が存在する。
鳥人兵士
Xが擬態した鳥人族の兵士。武器は槍で鳥人族の戦士由来の高い身体能力と戦闘能力を持つ。より上級の盾を装備した赤い鎧の個体もいる。ある程度ダメージを与えると、頭部から首にかけて大きく口が裂けた異形の第二形態へと変貌し、野生動物のような荒々しい戦法に変わり、黒い衝撃波を放つ。赤い上級個体はそれに加えて、大きく開いた口からの黒いブレスの放出能力を持つ。
エリート鳥人兵士
攻撃力が高い金色のボディをした最上位個体。専用の盾を装備しており、ハヌビアの宇宙港にて立ち塞がる。
ドロギーガ
バルエニアに生息する巨大な貝のような生物。水で満たされた部屋の中で遭遇するが、通常であれば対峙する時点でグラビティスーツを所持していないため、不自由な移動を強いられる。複数の触手を持ち、触手による打撃と、ゆらゆらと落下してくる球で攻撃する。花弁状の硬い殻で弱点の核を守っているが、室内の水を抜くとしばらく動きが止まり核が露になる。比較的簡単なバグ技で戦闘自体をスキップすることが可能で、タイムアタックではほとんどの場合目にすることがない。
コアX
無数のXが合体した大型のX。エルン開放後に登場するボスに擬態しており、『フュージョン』と同様、ボス撃破後に連戦で倒す必要がある。ダメージを与えると複数のXを放出し、回復手段として利用できる。
今作では個体数が非常に少なく、手に入る能力は2つのみ。透明な硬質の殻を纏っていた『フュージョン』と違い、トゲの少ない軟質の膜のようなものに覆われ、ミサイルだけでなくチャージビームも有効となっているほか、ビームを所持したタイプの個体は登場しない。
エスキュー
Xが擬態したフェーレニアに出現する大型の昆虫「クエツォア」と放電能力をもつ浮遊生物「ショッカー」が融合した「クエツショッカ」がXの自己進化によって変異した形態。クエツショッカ同様の地面や壁に命中すると電撃が広がる弾丸や突進攻撃を行う他、新たに追尾性能をもつ無数の電撃弾を発射する攻撃能力を得ている。体に電気を纏っている間は攻撃が通じないが、突進攻撃時に壁や床に接触することでアース（放電）してしまい、一時的に攻撃が通るようになる。倒すと「ストームミサイル」の能力を入手できる。
実験体 Z-57号
ダイロンの研究所で何らかの研究に利用されていた巨大生物。コルピウスの同族か近縁種と目される生物をベースに改造されており、通常の二本に加え四本の副腕を持つ。オリジナルは実験中なのか電撃を浴びせられて痙攣しているのを目撃するだけで、戦うことはない。その後Xに吸収、擬態され、カタリスにあるサーマルエネルギー発生装置を強い粘性を持つ分泌物で物理的に止めたことで惑星全体を急速に寒冷化させた。オリジナルの個体はコルピウス同様、下半身の無い小さな胴体を持っている描写があるが、Xによる自己強化の影響から下半身全体が軟体の長い尾のような形状に変化しており、尾を用いて天井からぶら下がるような体勢で戦闘を行う。口から吐く粘着性のあるブレスや長い触手で攻撃してくる。撃破時にコアXとしての姿を露わにするも、そのままサムスに吸収されることなくマグマに沈んでいった。
ゴッツーナ
Xが擬態したガヴォランに生息する大型の甲殻類。当初は雑魚敵「ムズビ」に擬態しているが、一度倒されると上位種の「ゼギオウ」に再擬態し、二度倒すとゴッツーナへ擬態する。ハサミによる直接攻撃の他に、十字に破裂する爆弾や体から放電する能力を持つ。倒すと「クロスボム」の能力を入手できる。

## アイテム・装備

### ビーム・ミサイル
チャージビーム
硬い装甲のロボット系の敵にもダメージを与えられ、フルチャージ状態で回転ジャンプすると「チャージアタック」を繰り出せる。
ワイドビーム
一度に3本のビームを発射する。ワイドビームボックスの移動やワイドビームカバーの破壊も可能。『II』『スーパー』などの「スペイザー」と同じ能力。
ディフュージョンビーム
チャージビーム着弾時に地形を貫通する広範囲の爆発が起きる。
プラズマビーム
貫通性能のビームを発射することができる。E.M.M.I.を除くロボット系の敵にもチャージなしでダメージを与えられる。
ウェイブビーム
地形や障害物を貫通するビームを発射することができる。
グラップリングビーム
ロープ状のビームを発射し、青色に光るグラップリングに繋ぐことができる。専用のビームゲートを開けたり、ブロックを引っ張る、天井にぶら下がるなどができる。また、マグネットサーフィスに繋げるとその位置までサムスが移動する。
従来作ではボタン入力で選択したり特定の場所へのロックオンで自動的に切り替わる、という形式となっていたが、本作ではミサイルと同様、ボタンを押し続けている間のみ切り替わる形式となっている。
ミサイル
初期は15発、最大275発所持できる（対応のアミーボによって追加で10発増える）。本作では前作『フュージョン』と同様に、威力が向上した強化版の「スーパーミサイル」、凍結効果を付与した「アイスミサイル」へとパワーアップする。アイスミサイルは「エンキ」という障害物を破壊したり、凍らせた敵を足場にすることもできる。
ストームミサイル
初登場能力。照準を定めた敵や対象に複数の小型誘導ミサイルを連続で発射する。標的は5つまで同時にロックオン可能で、1つの標的に最大3回ロックオンできる。1つのロックオンに対してミサイル3発を消費し、最大で15発が一気に消費されることになる。敵が纏った電撃を貫通するという特性がある。
『アザーエム』などに登場したシーカーミサイルに近いが、シーカーミサイルは一つのロックオンに一発、全てのロックオンに同時に発射する。対してストームミサイルは一つのロックオンに複数発連射し、一つのロックオンへの攻撃を終えてから次のロックオンへ攻撃を始める。
オメガキャノン
『メトロイドプライム_ハンターズ』に同名の装備が登場しているが、全く別の存在である。
セントラルユニットを破壊し、残骸に残るエネルギーを吸収することで一時的に変化した状態のアームキャノン。以下の能力が使用可能になる。E.M.M.I.を一体撃破すると元のアームキャノンに戻るため、他のE.M.M.I.を倒す際には再び別のセントラルユニットを撃破しエネルギーを入手しなければならない。
オメガブラスター
長いチャージの後、強力なエネルギー弾を発射する。これでなければE.M.M.I.のコアを破壊できない。
オメガストリーム
エネルギー弾を超高速で連射する。E.M.M.I.の頭部を守るプロテクターを破壊するのに必要。一定時間プロテクターに当て続けると赤熱し、最終的にプロテクターが爆発し破壊される。E.M.M.I.02SM以降と対峙する際に入手可能になる。
ハイパービーム
最終盤でメトロイドスーツを覚醒させたことで使用可能になる。覚醒したサムスのパワーによりアームキャノン内の全ての装備が吸収された結果、全てを破壊する最強のビームとなった（引き換えにミサイルとグラップリングビームは使用不可能になる）。ボタン長押しで極太のビームを照射し続ける。スターシップのランディングサイトへの道を封鎖しているハイパービームゲートを破壊できるようになるほか、擬態を解いたXを消滅させることができる。

### モーフボール
モーフボール
ボール状の形態に変形し狭い通路を移動できる。本作ではモーフボールを入手した時点からボール状態でジャンプができる。
従来の作品では序盤に手に入れる能力であるが、本作では割と入手時期が遅く、中盤に差し掛かったところで手に入る。
ボム
ボール状態でのみ設置できる爆弾。攻撃範囲は狭いが、ボムブロックを破壊したり隠されたブロックを露出させることができる。ボムの起爆エネルギーによって「モーフボールランチャー」を起動することもできる。
従来の作品では序盤に手に入れる能力だが、本作では前提となるモーフボールの入手が遅いためこちらも遅くなり、中盤で手に入る。
クロスボム
初登場能力。設置した地点から上下左右に広がる爆弾。一度に複数のボムブロックを破壊でき、爆風を利用してスルーブロックから落ちずに移動できる。
パワーボム
広範囲に爆風が広がる強力な爆弾。初期は2発、最大15発所持できる。メトロイドスーツ着用時は弾数が無制限となる。

### パワードスーツ
ノーマルスーツ
今作での冒頭にレイヴンビークの攻撃で弱体化したスーツで、同時に大半のアビリティも失ってしまった。赤・白・青を基調としたデザインになっており、所々に筋繊維のようなものが剥き出しになっている。
バリアスーツ
惑星ZDR突入時に着用していたスーツ。高温環境でのダメージを無効化するが、低温環境とマグマのダメージは受ける。ダメージカットの他に、ダッシュメレーのダメージも上がる。
グラビティスーツ
低温環境とマグマのダメージを無効化し、水中でも自由に動けるようになる。ダメージカットに加え、ダッシュメレーのダメージもさらに上がる。各部位にさらに装甲が追加され、従来のサムスにさらに近い機械的な姿となるが、各所には僅かに筋繊維が残った状態となる。
メトロイドスーツ
サムスの体内にあるメトロイドDNAが覚醒し、レイヴンビークとの戦いにおいてDNAが制御不能になったことで発現したスーツ。全身緑色の、アルファ以降の成長したメトロイドに似た姿で、メトロイドのエネルギー吸収能力を持ち、Xを完全消滅させるほどの高出力を誇る「ハイパービーム」を放ち、スーツに接触しただけで敵を倒すまさに無敵の能力を持つが、反面、なぜかエイオンアビリティは使用できなくなる。左手で触れた対象からエネルギーを吸収するが、サムス自身はこの能力を完全に制御できておらず、何かに触れた時点で問答無用でエネルギー吸収を開始してしまう。

### エイオンアビリティ
専用のエイオンゲージを消費して使用できる能力。『サムスリターンズ』と異なりエイオンゲージが満タンでなければ能力を使用できず、複数の能力を併用することもできないが、ゲージが自然回復するようになった。
ファントムクローク
初登場能力。体が透明になり敵の視線やセンサーを遮断する。透明でいる間エイオンゲージが減っていき、ゲージがなくなるとエネルギーを消費する。エネルギーが1になると自動的に解除される。音を立てずに移動できるが、移動力は大幅に落ち、移動や攻撃を行うとゲージの消費が増える。接触ダメージを防ぐことはできず、E.M.M.I.とは接触するとそのまま捕獲される。
E.M.M.I.はチェイスモードの場合は効果がなくそのまま追いかけてくる。基本的にサーチモードで確認しに来たE.M.M.I.を誤魔化すのに使用するが、時には行き止まりの奥までE.M.M.I.が入ってきて、接触して捕獲されてしまう場合もある。
エイオンゲージの回復速度は最も遅く、移動やジャンプを行うことで回復速度が上がる。
フラッシュシフト
初登場能力。瞬時に前方または後方に一定距離高速移動できる。地上だけでなく空中でも使用できる。一度に3回まで使用可能で、一度使うと回数に関係なくエイオンゲージを全て消費する。エイオンゲージの回復速度は最も早い。
パルスレーダー
周囲に特殊な音波を発生させ、隠れたブロックを発見できる。隠れたブロックは青色で表示され、種類まではわからない。音を発生させる機能なのでE.M.M.I.の近くで使用するとサーチモードに移行する。エイオンゲージの回復速度は中程度。『サムスリターンズ』に登場した「スキャンパルス」に酷似したアビリティだが、エイオンの消費量の違いや、マッピング機能が無いなど、差異も見受けられる。

### その他アクション
スライディング
初登場能力であり初期装備。走りながらスライディングを行い、短い距離限定で狭い隙間を潜り抜けることができる。狭い通路が長い場合は、スライディングで侵入すると自動的にモーフボールに移行する。敵の足元に隙間がある場合も、潜り抜けて背後に回ることができる。崖の直前でスライディングを行い、空中に飛び出した直後にジャンプすることで飛距離を伸ばすことができる「スライディングジャンプ」という隠しテクニックが存在する。
スパイダーマグネット
初登場能力。磁力を発生させる青いマグネットサーフィスの壁や天井に掴まることができる。掴まった状態で移動や攻撃も可能。従来作品におけるスパイダーボールのモーフボールにならないバージョンといえる。
スピードブースター
助走後に高速で走り抜け、発動中に触れた敵やスピードブースターブロックを破壊できる。従来と違い、スライディング、回転ジャンプ、キッククライムをしても発動状態が維持される。またスピードブースター状態からスティックを下に入力し、力を維持することで一定方向に直線で飛び続ける「シャインスパーク」も使用できる。シャインスパークは斜面に使用するとスピードブースター状態に戻り、これを利用してシャインスパークを連続で使用することも可能。グラビティスーツを入手すると水中でも可能。
従来作では走るだけで自動的に起動したが、本作では走る前にボタン操作で能力を起動する必要がある。
スピンブースト
初登場能力。回転ジャンプ中に再度ジャンプすることができる、スペースジャンプの下位互換。水中でも可能だが、グラビティスーツを入手していないと一度目のジャンプより高度にジャンプすることはできない。スペースジャンプを習得すると消滅する。
スペースジャンプ
スピンブーストの上位互換で、回転ジャンプ中に連続でジャンプすることができる。
スクリューアタック
高出力エネルギーを纏った回転ジャンプで敵にダメージを与えられる。スクリューアタックブロックの破壊も可能。『サムスリターンズ』では電撃を纏った敵には通用しないという弱点があったが、今作では逆に強化され、敵の纏った電撃を無視して攻撃が通用するようになっている。相手が強くてもボス以外はぶつかってもダメージを受けない。

## 舞台（惑星ZDR）
本作の舞台である人類未踏の惑星。その気温、湿度、大気成分、重力といった条件は惑星SR388と非常に近い。Xが生息している可能性が示唆されている。地下には巨大な洞窟や鳥人族の遺跡、研究施設が広がっている。
アルタリア
レイヴンビークに襲われたサムスが目覚めた場所。ZDRの最深部にあたる洞窟のようなエリアで、低温環境なども散見される。また、エリア上層部には惑星のエネルギー源となるマグマも有している。ガラスの通路からは背景でカタリスの施設がマグマを吸引している様子が見られる。ゲーム後半ではカタリスからのエネルギー供給が途絶えたことで一時的にエリア一帯が凍結してしまう。
カタリス
アルタリアの高温マグマを惑星内の各地に循環させる、中央システムが存在する溶岩エリア。ZDRでは、マグマを惑星中に供給、循環させることでエネルギーを発生させ、さまざまな施設を稼働させている。いたるところから高温のマグマ水蒸気があふれており、通常のスーツでは入ることができない高熱地帯なども存在する。
ダイロン
さまざまな研究がされていたとされる生体研究所エリア。鳥人族のテクノロジーで開発されたと思われるロボットが多く存在する。一部停電していて、敵の姿が見えづらい危険な区域もある。ある停電区画の背景では『スーパー』に登場したドレイゴンに酷似したシルエットの巨大生物の入った水槽が存在するが、復電後はエリア一帯が凍結してしまうため、正体を確認することはできない。
バルエニア
下層半分はほぼ水没している海洋研究所エリア。唯一E.M.M.I.ゾーンが存在しない。水中では他のエリアでは見ることのできない、さまざまな海洋生物が生息している。
ガヴォラン
地表にかなり近く、太陽の光も天井から差し込んでいる地下森林エリア。自然が多く、植物のような生物や、古代からZDRに土着している古代生物などが生息している。
フェーレニア
かつて鳥人族たちが儀式などを行っていた聖域のようなエリア。今ではXの襲撃により完全に廃墟となっている。
エルン
他のエリアからは隔離されたエリア。この地にXが封印されていたが、レイヴンビークによって解き放たれた。内部にはXの犠牲となったマオキン族の遺体が当時の姿のまま残されている。鎧の中身はすでにXに吸収されて空洞になっている為、近づくだけで崩れ落ちる。一度足を踏み入れると、ストーリーを進めるまで入口のハッチが閉ざされ、外に出られなくなる。
ハヌビア
地表付近のエリアで常に雨が降っている。このエリアにスターシップが停泊しているが、スターシップへの道は巨大なシャッターで閉ざされており、ある装備を手に入れなければ突破することができない。なお背景の宇宙港にはマオキン族の使用する戦闘機が駐機しているが、惑星脱出時は姿を消している。
イトラシュ
ハヌビアの上空に浮かぶ空中要塞。レイヴンビークはここからサムスの行動を監視していた。サムスとレイヴンビークとの決戦の舞台。
E.M.M.I.ゾーン
各エリアに存在する区域。E.M.M.I.はこの内部のみを徘徊し、ゾーンの外に出ればE.M.M.I.に追いかけられることはない。ゾーン内のどこかにセントラルユニットが配置しており、撃破することでオメガキャノンを取得できる。一度E.M.M.I.の視界に入りチェイスモードに移行すると、追跡を振り切ってサーチモードに戻るまでゾーン内のE.M.M.I.ゲートが封鎖されてしまい、ゾーンの外に出られなくなる。またE.M.M.I.ゲートは一度通ると一定時間封鎖され、連続して通ることはできない。

## おまけ要素
ゲームクリア後「ハードモード」が解放され、「ファイル」に「ギャラリー」から「チョウゾアーカイブ」（全9種）と「エンディングリワード」（全7種）が手に入る。クリア時間やアイテム回収によって解放される。また、Ver. 2.0.0以降からは「ハードモード」をクリアすると「ドレッドモード」が解放される。またVer. 2.1.0以降からはボスラッシュモードも開放されるようになった。
Ver. 2.0.0以降からはクリア後のリザルト画面にクリアタイムとアイテム回収率だけでなく倒したボスの数、難易度、マップ表示中も含むtotalplaytime、受けたダメージの総量、ゲームオーバーの数、セーブした回数が表示されるようになった。
Ver. 2.1.0以降から追加されたボスラッシュモードには3種類があり、本編クリア後に開放されるボスラッシュ、ボスラッシュ又はドレッドラッシュクリア後に開放されるサバイバルラッシュ、ドレッドモードクリア後に開放されるドレッドラッシュがある。またボスラッシュ又はドレッドラッシュのどちらかで1体でもボスを倒すとプラクティスという好きなボスを選んで戦える、練習用のモードが出来る。

## 受賞・評価
- Golden Joystick Awards 2021
  - Ultimate Game of the Year ノミネート
  - Nintendo Game of the Year 受賞
- The Game Awards 2021
  - Game of the Year ノミネート
  - Best Action/Adventure Game 受賞
  - Players' Voice ノミネート
- D.I.C.E. Awards
  - Action Game of the Year ノミネート
- NAVGTR Awards（フランス語版）
  - Control Design, 2D or Limited 3D 受賞
  - Control Precision 受賞
  - Gameplay Design, Franchise 受賞
  - Game, Franchise Action ノミネート
  - Game of the Year ノミネート
- ファミ通・電撃ゲームアワード
  - アクションアドベンチャー部門 受賞
- NME Awards
  - Game of the Year 受賞
- 18th British Academy Games Awards
  - EE Game of the Year ノミネート
- Tom's Guide Awards 2022
  - Best Switch Game 受賞

この他にTimeとDigital Trendsが2021年のGame of the Yearに本作を選出している。